# L'Éducatrice
Pour plus de détails, voir Fiche technique et Distribution.
L'Éducatrice est un film français réalisé par Pascal Kané, sorti en 1996.

## Synopsis
Louise, stagiaire éducatrice, arrive dans un foyer de jeunes filles mineures ayant des problèmes d'ordre familial.
Remplie d'espoir de s'intégrer rapidement dans l'équipe, elle se lance dans l'aventure en s'occupant de Stéphanie, jeune fille qui ne mange pas. Chacune aura un impact important sur la vie de l'autre.
Louise et Stéphanie vont tout faire pour connaître la vérité sur le passé de cette dernière avec les péripéties que cela peut engendrer.

## Fiche technique
- Titre : L'Éducatrice
- Réalisateur : Pascal Kané
- Scénario et dialogues : Pascal Kané et Viviane Zingg
- Photographie : Antoine Roch
- Décors : Régis des Plas
- Costumes : Elisabeth Tavernier
- Son : Frédéric Hamelin
- Musique : Jorge Arriagada
- Montage : Martine Giordano
- Société de production : Vidéo 13 Productions
- Pays d'origine :  France
- Durée : 96 minutes
- Date de sortie : 3 avril 1996

## Distribution
- Alexandra Winisky : Stéphanie
- Nathalie Richard : Louise
- Jean-François Stévenin : Schaeffer
- Brigitte Roüan : Marcelle
- Vanessa Moreau : Anne-Sophie
- Sandrine Di Bisceglie : Sandrine
- Marie-Pierre Perrin : Pierrette
- Florence Janas : Paméla
- Myriem Kadri : Karima
- Diane Gonh Dzimoy : Marie-Ange
- Cécile Debec : Cécile
- Ève Dorelan : Ève
- Aude Raucaz : Carole
- Françoise Ulrich : Mademoiselle Delacroix
- Isabelle Talon : Françoise
- Mohamed Boumeghra : Zemmour
- Jim-Adhi Limas : Concierge de l'hôtel
- Yveline Boughenara : Directrice du Collège
- Martine Deyres : Fille de l'hôtel
- Franck Stholl : Jeune toxico de l'hôpital
- Marie Besnardeau : Mariléne
- Yves Rodier : Interne de l'hôpital
- Serge Caillault : Moniteur bûcheron
- Frédérique Leiffen : Infirmière
- Michel Da Silva et Pascal Thomas : Hommes dans le Brassero
- Julie Bassand et Geoffroy Waleh : Couple dans le wagon-squatt
- Ophelie Blandenier et Sandrine Fehr : Filles du wagon
- Bruno Ranck : Desler
- Francis Nicolas-Nelson : Willy
- Carine Chevalier : Fille du Billard
- Sylvie Gheza : Serveuse de l'hôtel